# بولي ماليجناجي
بولي ماليجناجي (بالإنجليزية: Paulie Malignaggi)‏ مواليد 23 نوفمبر 1980 في بروكلين، نيويورك، نيويورك، الولايات المتحدة، هو ملاكم أمريكي يصنف ضمن فئة وزن الوسط. حقق بطولة رابطة الملاكمة العالمية وبطولة الاتحاد الدولي للملاكمة.

## إحصائيات
خاض خلال مسيرته 42 نزالا، فاز في 35 وخسر في 7. فاز بالضربة القاضية في 7 نزالا.

## وصلات خارجية
- بولي ماليجناجي على موقع بوكس ريك (الإنجليزية) (registration required)

- الموقع الرسمي